# 임희국
임희국(林熙國, Lim Hee-Kuk, 1955년 1월 17일 - )은 대한민국의 신학자이며 장로회신학대학교에서 역사신학 교수를 역임하고 은퇴하였다. 한국교회사학회 회장, 한국장로교회역사학회 회장, 실천신학대학원대학교 법인 감사를 하였고, 현재 대구 신명여자중고등학교 법인 이사, 한국실천신학연구소 운영위원장, 한국희년재단(사) 이사이다. 블룸하르트와 츠빙글리 그리고 한국교회사 연구의 전문가로 평가받는다.  유명한 에큐메니칼 신학자 얀 밀리치 로흐만 교수의 제자이다.

## 학력
- 1981. 2. 계명대학교 인문대학 독어독문학과(B.A.)
- 1984. 2. 장로회신학대학교 신학원(M.Div)
- 1986. 2. 장로회신학대학교 대학원 (Th.M)
- 1994.9. 스위스 바젤 대학교(Basel)(Dr.theol), 지도교수 얀 밀리치 로흐만(J.M.Lochman)

## 경력
- 1995~1998 영남신학대학교(대구) 조교수
- 1999~2019 장로회신학대학교(서울) 전임강사, 조교수, 부교수, 교수
- 2020.2. 장로회신학대학교 정년은퇴
- 1996~1998 동로교회(대구) 교육목사(청년부 지도)
- 1999~2001 생명길교회(서울 강남노회) 담임목사
- 2002~현재 동신교회(서울) 교육지도목사(청년3부, 성인)
- 1998~2019,2023 대한예수교장로회 총회(예장통합) 역사위원회 전문위원
- 2008~2013 한국기독교교회협의회(NCCK) 신앙과직제위원회, 일치위원회
- 2008~2009 한국기독교총연합회 신학위원회
- 2009~2010 한국교회사학회 회장
- 2009~현재 한국기독교역사박물관 이사
- 2010~2019 한국장로교회역사학회 회장
- 2010~현재 공적신학과교회연구소 임원, 소장
- 2013~2019 바른교회아카데미 연구위원회 위원장
- 2013~2014 한국바르트학회 임원(부회장)
- 2013~2014 대한예수교장로회총회 양화진대책위원회 전문위원
- 2016~2020 실천신학대학원대학교 법인 감사
- 2019~현재 대구 신명여자중고등학교 법인 이사
- 2020~현재 한국실천신학연구소 운영위원장
- 2021~현재 한국희년재단(사) 이사

## 수상
- 2014 올해의 저자상 : 한국기독교출판협회
- 2014, 2021(2회) 세종학술도서선정 :  대한민국 정부 문화공보부
- 2020.9. 알렌기념상 : 남대문교회
- 2023.1.장로회신학대학교 장한동문상(신학부문)

## 박사학위논문
- LIM, Hee-Kuk.“Jesus ist Sieger!” bei Christoph Friedrich Blumhardt. Keim einer kosmischen Christologie

## 저서
- 『강원도 속초중앙교회 70년사. 6.25전쟁의 땅에 하늘의 평화를 심다』 (2022)
- 『경안노회 100년사. 경상북도북부지역 장로교회사』 (2022)
- 『블룸하르트가 증언한 하나님 나라. 19세기 독일 산업화, 민족주의, 제국주의』 (2020)
- 『여교역자로 살다. 여성 교역자 12인의 삶과 목회이야기』 (책임편집, 2016)
- 『여교역자 입을 열다. 여교역자11인의 삶과 목회이야기』 (책임편집, 2015)
- 『강원도 장로교회 강원동노회 60년. 생명의 땅 새 창조를 향하여』 (2014)
- 『공감, 교회역사 공부. 아래로부터의 역사인식, 미시사, 지역교회사』 (2014)
- 『한국 장로교회 130년. 기다림과 서두름의 역사』 (2013)
- 『떠나온 평양 다가온 평화통일: 평양노회100년사』 (2인 공저 책임집필, 2013)
- 『선비목사 이원영』 (수정증보판, 2013)
- Legacy and Portrait of Early Church History in Korea.
- Scholar Minister Yi Won-Young (2012)
- 『향유 가득한 옥합: 여성지도자 이연옥』 (2인 공저 책임집필, 2011)
- 『하늘의 뜻 땅에 심는 (풍기) 성내교회 100년』 (2009)
- 『작은 돌 큰 울림: 임옥 목사 생애·목회·신학』 (2008)
- 『장로회신학대학교 역사화보집 제1권(1901-45)』 (5인 공저 책임집필, 2008)
- 『예수소망 세상의 소망 30년. 소망교회 30년사』 (2007)
- 『겨자씨 신앙운동 50년: 동신교회50년사』 (2006)
- 김수만 장로, 절면서 열 교회를 세우다 (엮음, 2004)
- 선비목회자 봉경 이원영 연구 (2001)
- 봉경 이원영 목사 유고설교 (엮음, 2001)
- “Jesus ist Sieger!” bei Chr. Blumhardt. Keim einer kosmischen Christologie(1996)

## 공저
- 『정통교회를 흔드는 실체 근본주의를 파헤친다』 (10인 공저, 2023)
- 『봉경 이원영』 한국국학진흥원 연구사업팀 기획 (5인 공저, 2022)
- 『삼일운동과 장로교회. 장로교회참여전수조사보고서』 (전수조사/편집, 2019)
- 『장신 신학의 어제와 오늘』 (공저, 2019)
- Church and State.(ed) A. Kovacs & J. Shin (공저, 2019)
- 『제주교회 동(편)지방회 및 동지방제직회 회록 독본화 및 현대어번역』 (공역, 2018)
- 『손양원의 옥중서신』 (3인 편집, 2016)
- 『연세의료원선교130년. 과거, 현재, 미래』 (공저, 2015)
- 『대한예수교장로회총회(통합)100년사. 미래로 열린 100년의 기억』 (3인 공저, 2015)
- 『하나님의 경제 1』 (공저, 2013)
- 『베어드의 선교와 사상』 (공저, 2013)
- 『에큐메니즘 A에서 Z까지』 (공저, 2012)
- 『한국 근대화와 기독교의 역할』 (공저, 2011)
- 『성효 최거덕 목사』 (공저, 2010)
- 『기독교 역사를 통해 본 창조신앙 생태영성』 (공저, 2010)
- 『신학이란 무엇인가』 (공저, 2010)
- 『학교 교육에 대한 기독교적 이해』 (공저, 2010)
- 『21세기 한국교회와 에큐메니컬운동』 (공저, 2008)
- 『개혁교회의 신앙고백』 (공저, 2007)
- 『기독교사상사 II』 (공저, 2007)
- 『한국 교회 영적 부흥과 리더십』 (공저, 2006)
- 『현대 생태신학자의 신학과 윤리』 (공저, 2006)
- 『개혁교회의 종말론 : 하나님의 나라와 교회』 (공저, 2005)
- 개혁교회의 역사와 신학󰡕 (공저, 2004)
- 16세기 종교개혁과 개혁교회의 유산󰡕 (공저, 2003)
- 대한예수교장로회총회 90년사󰡕 (공저, 2003)
- 『신학함의 첫 걸음』 (공저, 2001)
- 『하나님 나라와 선교』 (공저, 2001)
- 『현대 교회와 교육』 (공저, 2001)
- 『신학의 전망. 21세기를 맞으며』 (공저, 1999)
- 『루터와 시대정신. 루터를 생각하며』 (공저, 1996)

## 학술
- “19세기 모더니즘 시대의 교회를 향한 니이체와 블룸하르트의 비판.” 「장신논단」 15 (1999): 195-222.
- “일제하 장로교회의 농촌운동 연구 : 이원영의 농촌목회와 관련하여.”  「장신논단」 16 (2000): 242-268.
- “16세기 종교개혁자 츠빙글리(H. Zwingli)의 사회윤리에 조명해 본 오늘의 시장경제.” 「장신논단」 18 (2002): 219-248.
- “생애연구의 방법론에 관한 소고 : 블룸하르트(Chr. Blumhardt)의 삶과 신학사상의 상호관련성에 대하여.” 「장신논단」 19 (2003): 159-183.
- “중국선교사 빌헤름의 중국전통문화이해와 복음전파.” 「장신논단」 22 (2004): 93-114.
- “목회현장을 반추하는 학문적 신학 : 블룸하르트의 신앙각성운동.” 「장신논단」 24 (2005): 107-138.
- “한국 교회 초기 기독교학교 설립에 대하여 : ‘토착교회의 기독교학교 설립운동'을 중심으로.” 「장신논단」 27 (2006): 39-73.
- “경상북도 대구 초창기 선교사들의 사역: 열정 문화충격 헌신 소통.” 「장신논단」 33 (2008): 63-89.
- “생명위기 시대의 생명신학 - 생명의 근원이신 예수 그리스도에 대한 블룸하르트(아들)의 이해를 중심으로.” 「장신논단」 0/38 (2010): 65-89.
- “회고와 전망: 한국 장로교회의 분열에 대한 회고와 일치를 향한 전망 - 2013년 세계교회협의회(WCC) 제 10차 총회를 맞이하여.” 「장신논단」 0/41 (2011): 136-160.
- “제1공화국시대(1948-1960) 장로교회의 정치참여 이와 관련된 한경직 목사의 설교.” 「장신논단」 44/2 (2012): 13-39.
- “츠빙글리 종교개혁의 유산과 한국(평양) ‘장로회신학교' 신학교육.” 「장신논단」 45/1 (2013): 93-117.
- Christoph Blumhardt’s Eschatology and Kingdom-of-God Movement: Blumhardt’s Influence on Jurgen Moltmann, ‘the Theologian of Hope’. 「장신논단」 46/3 (2014): 113-136.
- “루터 종교개혁의 유산인 ‘오직 성경’에 대한 성찰, “성경의 부활”을 기다림.” 「장신논단」 48/4 (2016): 13-35.
- “1945년 8.15광복, 건국의 이정표를 제시한 장로교회 신학자들.” 「장신논단」 49/4 (2017): 65-90.
- “블룸하르트가 증언한 우주적 예수 그리스도.” 「장신논단」 50/2 (2018): 93-115.
- “상해 대한민국임시정부 수립 일백주년 기념 : 상해 대한민국임시정부의 「임시헌장」 (1919) 과장로교회 「헌법」 (1907-1922)의 공통성 연구 - 민주공화제의 정착에 관한 역사적 고찰을 중심으로.” 「장신논단」 51/1 (2019): 11-38.
- “19세기 모더니즘 시대의 교회를 향한 니이체와 블룸하르트의 비판.” 「장신논단」 15 (1999): 195-222.
- “일제하 장로교회의 농촌운동 연구 : 이원영의 농촌목회와 관련하여.”  「장신논단」 16 (2000): 242-268.
- “16세기 종교개혁자 츠빙글리(H. Zwingli)의 사회윤리에 조명해 본 오늘의 시장경제.” 「장신논단」 18 (2002): 219-248.
- “생애연구의 방법론에 관한 소고 : 블룸하르트(Chr. Blumhardt)의 삶과 신학사상의 상호관련성에 대하여.” 「장신논단」 19 (2003): 159-183.
- “중국선교사 빌헤름의 중국전통문화이해와 복음전파.” 「장신논단」 22 (2004): 93-114.
- “목회현장을 반추하는 학문적 신학 : 블룸하르트의 신앙각성운동.” 「장신논단」 24 (2005): 107-138.
- “한국 교회 초기 기독교학교 설립에 대하여 : ‘토착교회의 기독교학교 설립운동'을 중심으로.” 「장신논단」 27 (2006): 39-73.
- “경상북도 대구 초창기 선교사들의 사역: 열정 문화충격 헌신 소통.” 「장신논단」 33 (2008): 63-89.
- “생명위기 시대의 생명신학 - 생명의 근원이신 예수 그리스도에 대한 블룸하르트(아들)의 이해를 중심으로.” 「장신논단」 0/38 (2010): 65-89.
- “회고와 전망: 한국 장로교회의 분열에 대한 회고와 일치를 향한 전망 - 2013년 세계교회협의회(WCC) 제 10차 총회를 맞이하여.” 「장신논단」 0/41 (2011): 136-160.
- “제1공화국시대(1948-1960) 장로교회의 정치참여 이와 관련된 한경직 목사의 설교.” 「장신논단」 44/2 (2012): 13-39.
- “츠빙글리 종교개혁의 유산과 한국(평양) ‘장로회신학교' 신학교육.” 「장신논단」 45/1 (2013): 93-117.
- Christoph Blumhardt’s Eschatology and Kingdom-of-God Movement: Blumhardt’s Influence on Jurgen Moltmann, ‘the Theologian of Hope’. 「장신논단」 46/3 (2014): 113-136.
- “루터 종교개혁의 유산인 ‘오직 성경’에 대한 성찰, “성경의 부활”을 기다림.” 「장신논단」 48/4 (2016): 13-35.
- “1945년 8.15광복, 건국의 이정표를 제시한 장로교회 신학자들.” 「장신논단」 49/4 (2017): 65-90.
- “블룸하르트가 증언한 우주적 예수 그리스도.” 「장신논단」 50/2 (2018): 93-115.
- “상해 대한민국임시정부 수립 일백주년 기념 : 상해 대한민국임시정부의 「임시헌장」 (1919) 과장로교회 「헌법」 (1907-1922)의 공통성 연구 - 민주공화제의 정착에 관한 역사적 고찰을 중심으로.” 「장신논단」 51/1 (2019): 11-38.

## 논문
- “19세기 모더니즘 시대의 교회를 향한 니이체와 블룸하르트의 비판.” 「장신논단」 15 (1999): 195-222.
- “일제하 장로교회의 농촌운동 연구 : 이원영의 농촌목회와 관련하여.”  「장신논단」 16 (2000): 242-268.
- “16세기 종교개혁자 츠빙글리(H. Zwingli)의 사회윤리에 조명해 본 오늘의 시장경제.” 「장신논단」 18 (2002): 219-248.
- “생애연구의 방법론에 관한 소고 : 블룸하르트(Chr. Blumhardt)의 삶과 신학사상의 상호관련성에 대하여.” 「장신논단」 19 (2003): 159-183.
- “중국선교사 빌헤름의 중국전통문화이해와 복음전파.” 「장신논단」 22 (2004): 93-114.
- “목회현장을 반추하는 학문적 신학 : 블룸하르트의 신앙각성운동.” 「장신논단」 24 (2005): 107-138.
- “한국 교회 초기 기독교학교 설립에 대하여 : ‘토착교회의 기독교학교 설립운동'을 중심으로.” 「장신논단」 27 (2006): 39-73.
- “경상북도 대구 초창기 선교사들의 사역: 열정 문화충격 헌신 소통.” 「장신논단」 33 (2008): 63-89.
- “생명위기 시대의 생명신학 - 생명의 근원이신 예수 그리스도에 대한 블룸하르트(아들)의 이해를 중심으로.” 「장신논단」 0/38 (2010): 65-89.
- “회고와 전망: 한국 장로교회의 분열에 대한 회고와 일치를 향한 전망 - 2013년 세계교회협의회(WCC) 제 10차 총회를 맞이하여.” 「장신논단」 0/41 (2011): 136-160.
- “제1공화국시대(1948-1960) 장로교회의 정치참여 이와 관련된 한경직 목사의 설교.” 「장신논단」 44/2 (2012): 13-39.
- “츠빙글리 종교개혁의 유산과 한국(평양) ‘장로회신학교' 신학교육.” 「장신논단」 45/1 (2013): 93-117.
- Christoph Blumhardt’s Eschatology and Kingdom-of-God Movement: Blumhardt’s Influence on Jurgen Moltmann, ‘the Theologian of Hope’. 「장신논단」 46/3 (2014): 113-136.
- “루터 종교개혁의 유산인 ‘오직 성경’에 대한 성찰, “성경의 부활”을 기다림.” 「장신논단」 48/4 (2016): 13-35.
- “1945년 8.15광복, 건국의 이정표를 제시한 장로교회 신학자들.” 「장신논단」 49/4 (2017): 65-90.
- “블룸하르트가 증언한 우주적 예수 그리스도.” 「장신논단」 50/2 (2018): 93-115.
- “상해 대한민국임시정부 수립 일백주년 기념 : 상해 대한민국임시정부의 「임시헌장」 (1919) 과장로교회 「헌법」 (1907-1922)의 공통성 연구 - 민주공화제의 정착에 관한 역사적 고찰을 중심으로.” 「장신논단」 51/1 (2019): 11-38.

## 같이 보기
- 한국의 신학자 목록
- 한국기독교학술원

## 참고문헌
- 서선영, "임희국 박사의 생애와 신학", 한국의 신학자들 3 (미간행물, 2023년 12월 30일 인터뷰)